# Range Rover Sport
No confundir con Range Rover.
El Range Rover Sport es un automóvil todoterreno de lujo del segmento E producido por la marca Land Rover. Está inspirado en el prototipo Range Stormer de 2004, y fue puesto a la venta a mediados de 2005. Sus principales rivales son el BMW X6, el BMW X5, el Mercedes-Benz Clase M y el Porsche Cayenne.
El Range Rover Sport es un cinco puertas con motor delantero longitudinal y tracción a las cuatro ruedas. Al contrario de lo que indica su nombre, el Range Rover Sport no comparte su plataforma con el Range Rover, que es más grande y caro, sino con el Land Rover Discovery. A diferencia de este último, el Range Rover Sport solo tiene cinco plazas y el Land Rover Discovery puede tener hasta 7 plazas, aunque el último modelo que se ha sacado si puede llevar 7 plazas.

## Motores
Sus motorizaciones de gasolina son un V8 atmosférico de 4.4 litros de cilindrada y 300 CV de potencia máxima y un V8 con compresor de 4.2 litros y 390 CV; este último es el segundo automóvil más potente de la historia de la marca. Los Diésel son un V6 de 2.7 litros y 190 CV y un V8 de 3.6 litros y 272 CV, ambos con turbocompresor de geometría variable e inyección directa common-rail. El Range Rover Sport cuenta con una caja de velocidades automática y secuencial de seis marchas.
Las suspensión y la dirección se endurecen al circular a altas velocidades, y se suavizan cuando el ritmo disminuye o el terreno es muy irregular.
Los tests del Range Rover Sport demuestran que es un vehículo muy ágil en sus reacciones y cómodo a la hora de moverlo en ciudad. La configuración sport en el chasis y las suspensiones hacen que sea sumamente estable a altas velocidades y en curvas pronunciadas.
El mérito de la ingeniería que posibilita tan buen andar radica en las suspensiones neumáticas llamadas “inteligentes”, el sistema Dynamic Response y la dirección Servotronic.

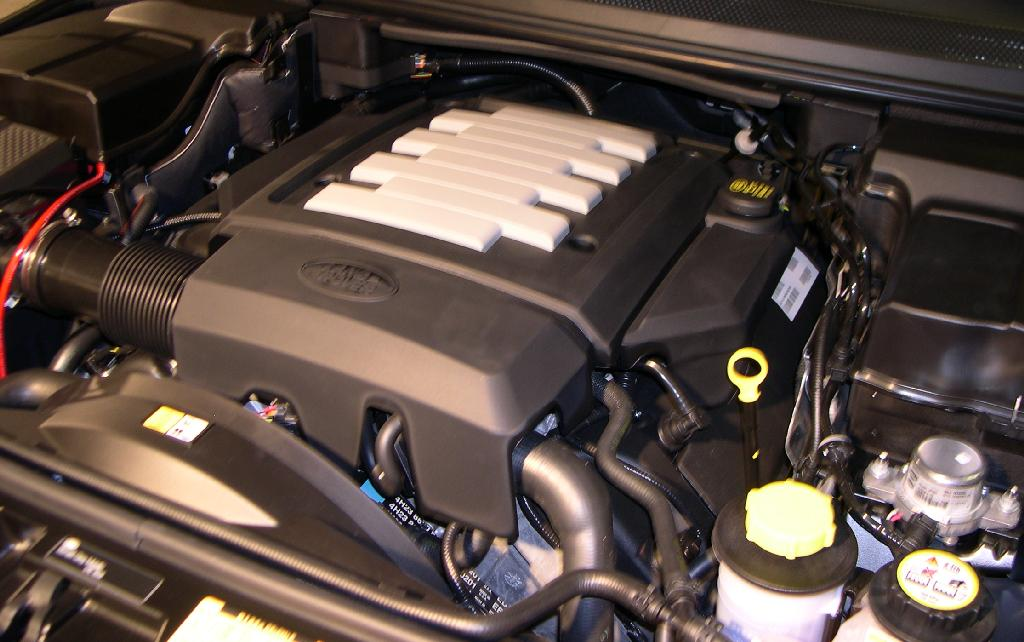
Motor Land Rover Range Rover Sport V8 del 2006.

## Rendimiento
Las suspensiones funcionan como las de los automóviles de carreras, ya que se endurece cuando el vehículo circula a altas velocidades y en curvas, mientras que se suaviza cuando el ritmo disminuye o el terreno es muy irregular.
Luego, el sistema Dynamic Response controla el balance de la carrocería e intenta mantener siempre la estabilidad a nivel óptimo. Finalmente, la dirección ZF Servotronic asegura una muy rápida respuesta y también se ablanda o endurece dependiendo de las condiciones de marcha.
Pero cuando el usuario abandone el pavimento podrá confiar en el potencial del Range Rover Sport. Si bien los neumáticos no son muy adecuados para el off-road, el novedoso sistema electrónico Terrain Response permite al usuario optar entre 5 programas diferentes. Cada uno de ellos ajusta los parámetros de configuración del vehículo dependiendo del terreno a transitar.
Cada programa prevé distintas condiciones como:
Normal, en asfalto o tierra seca. Resbaladiza, (el asfalto húmedo, hierba húmeda y la nieve), barro, arena, piedras (como grava suelta, etc.). Los programas se seleccionan desde un dial ubicado detrás de la palanca selectora de la caja automática. Los valores de los ángulos para circular en condiciones de off-road son:
Ataque: entre 30,2° y 34° ventral, entre 20° y 25° salida, entre 24° y 27° toda esta tecnología de punta está inmersa en un vehículo bien provisto de elementos de categoría y distinción, sin dejar de lado el diseño clásico pero deportivo. En el interior no solamente llama la atención la pantalla a colores y el olor del cuero, sino que hay más tecnología a servicio de los pasajeros. Se destaca el climatizador cuatrizona y elementos de seguridad como los 6 airbags.

## Actualización de 2009

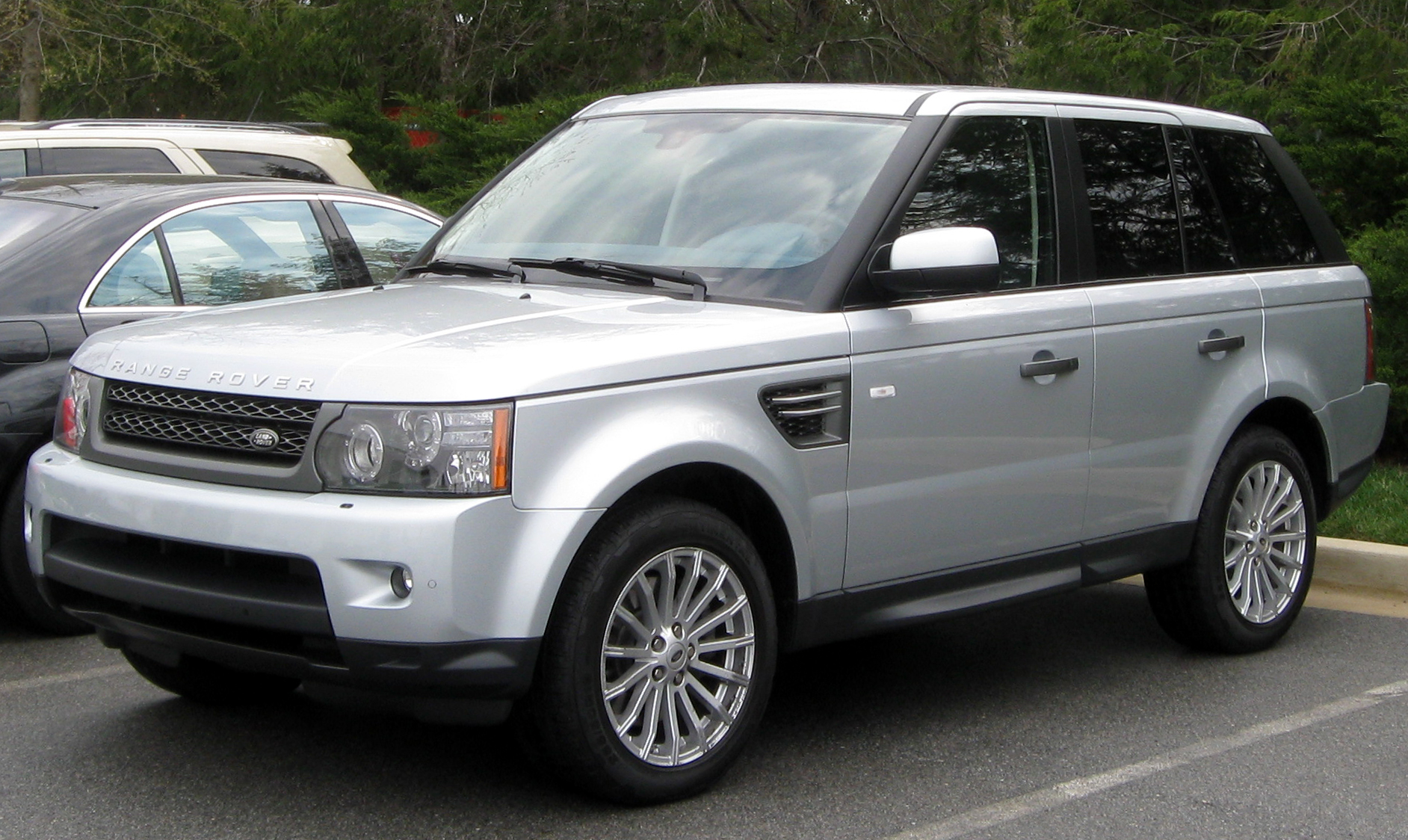
Actualización del exterior en 2009.

En 2009 al Range Rover Sport se le realiza un lavado de cara, interior y exterior, también se actualizan los motores diésel y gasolina optimizando rendimiento, consumos y emisiones de CO2. Para la revisión exterior se le da un nuevo aire, ahora con más carácter. Se renuevan los paragolpes, más robustos. Los nuevos faros y pilotos incorporan la tecnología LED y adoptan la nueva imagen “Concentric circle” propio de la marca Range Rover. Nueva rejilla frontal y branquias laterales, se rediseña el alerón y se incorporan nuevos colores exteriores, como el Bali blue que rejuvenecen al modelo. También se incorporan 3 nuevos diseños de llantas.
En el interior los cambios son más notables. Se ha rediseñado toda la consola y el salpicadero, se han mejorado los materiales. Ahora los tiradores de las puertas, los cerquillos del cambio y el climatizador y las salidas de aire se fabrican en aluminio macizo. Las inserciones de madera son de mejor calidad y vistosidad. Se incorporan nuevos colores de tapiceras y la piel también es de mejor calidad disponible la piel premium de semianilina. Se incorpora un nuevo volante con más funciones y mejores materiales, se ha introducido una pantalla de TFT-LCD en el nuevo panel de instrumentos que mejora la visualización y personalización de diferentes parámetros del coche. La pantalla táctil de la consola central es nueva, ahora tiene más funciones y es más fácil de manejar, se han incorporado una serie de cámaras de vídeo en el exterior de manera que este se puede visualizar de modo surround 360°.
Se incorporan nuevas tecnologías y se mejoran las ya existentes. Ahora el acceso al vehículo y el arranque son más cómodos ya que la nueva llave inteligente nos permite abrir las puertas con solo colocar la palma de la mano en el tirador de la puerta y arrancar el motor con solo pulsar un botón. Se incorpora una nueva función al sistema “Terrain response” y se mejoran otras ya disponibles como el control sobre arena y el paso por rocas. La nueva función del sistema de ayuda a la conducción todoterreno es el programa “Dynamic”, que perite un paso por curva más rápido y estabiliza la carrocería en cualquier situación. Ahora también está disponible el control de crucero adaptativo (ACC) y la asistencia a la frenada y la asistencia para la estabilidad del remolque. En 2013 se sacó la nueva versión que cuenta con un estilo más parecido a su hermano pequeño el evoque y ahora puede llevar hasta 7 plazas (las dos últimas aptas solo para niños o adolescentes no muy crecidos).
Para el apartado de motorización. Cambian los motores diésel y el motor de gasolina que alcanza la cifra de 510CV. (Adjunto tabla de datos)
Para 2015 sale a la venta en México la versión SVR (Special Vehicle Operations) ahora cuenta con una suspensión más enfocada a la pista el motor sigue siendo el 5.0 litros Supercargado pero ahora con 550 hp suspensión dinámica adaptativa y cambios en la carrocería como la facia delantera, nuevas tomas de aire más grandes que la envía directo a los discos de los frenos, estos en color azul, y una parrilla tipo panal, en los respiraderos laterales son con nuevo diseño al igual que la facia trasera, contando con unos escapes dobles mismos que pueden cambiar la intensidad del ruido, en el habitáculo el cambio más importante son los asientos tipo cubo, la velocidad máxima es de 260 km/h y su aceleración de 0-100 es de 4.7 segundos, sigue contando con todas las capacidades todo terreno gracias a su suspensión neumática y el programa terrain response, su capacidad de vadeo sigue siendo 850 mm.